# Chlorbenzylalkohole
| Chlorbenzylalkohole |                                   |                                   |                                   |
| Name                | 2-Chlorbenzylalkohol              | 3-Chlorbenzylalkohol              | 4-Chlorbenzylalkohol              |
| Andere Namen        | o-Chlorbenzylalkohol              | m-Chlorbenzylalkohol              | p-Chlorbenzylalkohol              |
| Strukturformel      | Struktur von 2-Chlorbenzylalkohol | Struktur von 3-Chlorbenzylalkohol | Struktur von 4-Chlorbenzylalkohol |
| CAS-Nummer          | 17849-38-6                        | 873-63-2                          | 873-76-7                          |
| PubChem             | 28810                             | 70117                             | 13397                             |
| Summenformel        | C7H7ClO                           | C7H7ClO                           | C7H7ClO                           |
| Molare Masse        | 142,59 g·mol−1                    | 142,59 g·mol−1                    | 142,59 g·mol−1                    |
| Aggregatzustand     | fest                              | fest                              | fest                              |
| Schmelzpunkt        | 69–71 °C                          |                                   | 68–71 °C                          |
| Siedepunkt          | 227 °C                            | 237 °C                            | 234 °C                            |
| GHS- Kennzeichnung  | –                                 | –                                 | –                                 |
| H- und P-Sätze      | keine H-Sätze                     | keine H-Sätze                     | keine H-Sätze                     |
| H- und P-Sätze      | keine EUH-Sätze                   | keine EUH-Sätze                   | keine EUH-Sätze                   |
| H- und P-Sätze      | keine P-Sätze                     | keine P-Sätze                     | keine P-Sätze                     |

Die Chlorbenzylalkohole bilden in der Chemie eine Stoffgruppe, die sich sowohl vom Benzylalkohol als auch vom Chlorbenzol ableitet. Die Struktur besteht aus einem Benzolring mit angefügter Hydroxymethylgruppe (–CH2OH) und Chlor (–Cl) als Substituenten. Durch deren unterschiedliche Anordnung (ortho, meta oder para) ergeben sich drei Konstitutionsisomere mit der Summenformel C7H7ClO.